# Alberto Abad
Alberto Remigio Abad (nacido el 17 de julio de 1944 en Buenos Aires) es un político y Contador público argentino, que ocupó el cargo de Director Ejecutivo de la Administración Federal de Ingresos Públicos (AFIP) de Argentina entre 2002 y 2008, y nuevamente entre diciembre de 2015 y marzo de 2018 tras ser designado por el presidente Mauricio Macri.

## Carrera
Egresó como Contador Público de la Universidad de Buenos Aires, donde estudió Ciencias Económicas.
Durante el menemismo fue Interventor del Programa de Atención Médica Integral (PAMI) (durante seis meses de 1995) cargo por el cual sería procesado en el año 2005 por peculado y administración infiel y malversación de fondos públicos junto a otros ex directivos. Fue Director externo del Banco Santander Río.Alberto Abad poco después de ser denunciado por encubrir al sindicalista preso Balcedo y tras el escándalo por la difusión del blanqueo de dinero multimillonario de familiares y amigos de Mauricio Macri del que lo culparon en Cambiemos provocando su salida. En 2020 se presentó una denuncia penal para que se investigue la  
protección de las autoridades de la Administración Federal de Ingresos Públicos (AFIP) durante el macrismo entre a cientos de evasores locales cuyos datos sobre cuentas en el exterior remitió hace casi tres años la Organización para la Cooperación y el Desarrollo Económicos (OCDE) y fueron escondidos por la AFIP macrista.
En este cargo será investigado por el juez Julio Speroni, quien acusaría a la AFIP de no documentar sus denuncias en el caso de las facturas falsas, que involucraba a los Supermercados Disco, Telecom y Aguas Argentinas. Renuncia en marzo de 2008 tras una disputa con Ricardo Echegaray, director general de Aduanas.
El 14 de diciembre de 2015, Mauricio Macri lo designó titular de la AFIP. En junio de 2016 saltó a la luz un caso de evasión fiscal por parte de una empresa cercana a Abad. Según la declaración jurada de Abad, tiene acciones en una empresa acusada de evadir impuestos a las Ganancias por 1.100 millones de pesos.En el 2008 y nuevamente en 2018 la Fundación Konex lo premió
En 2016, en el marco de una investigación por "filtración" en AFIP de datos secretos con supuestos fines políticos, el fiscal Taiano lo imputó penalmente junto a la diputada de la Coalición Cívica ARI Elisa Carrio, entre otros, por "filtrar" información confidencial sobre contribuyentes, con objetivos políticos. El fiscal Eduardo Taiano lo imputó por el delito de violación de secreto junto con la aliada de Cambiemos, Elisa Carrió. A su vez, se denunció que se borraron pruebas en AFIP que involucraban a políticos de la Alianza Cambiemos. El fiscal del caso Eduardo Taiano, denunció la confección de “dossiers” de personalidades influyentes Paralelamente la investigación reveló presuntas maniobras fraudulentas para favorecer a varias empresas entre ellas IECSA, del primo del presidente Mauricio Macri, Ángelo Calcaterra, que se encontraba investigada por insolvencia fiscal fraudulenta, y el Grupo Murata que facturaba para el Gobierno porteño sobre la cual pesaba una presunta estafa por 400 millones de pesos.
Según la investigación, Alberto Abad, con supuesta connivencia con la diputada Elisa Carrió pasaba información privilegiada del propio organismo recaudador para elaborar "carpetas" con información sensible de rivales del gobierno, que fueron utilizados y obtenidos a través de una fuerza especial dentro de AFIP para recopilar datos de sus "enemigos" políticos. Según el fiscal con el aval de Castagnola y Abad, Mecikovsky asesoró para ocultar y readecuar el caso de la empresa IECSA, que habría incurrido en insolvencia fiscal fraudulenta". Fuentes internas de la Administración Federal de Ingresos Públicos denunciaron que se estaban intentando borrar las pruebas que comprometerían a altos mandos del organismo recaudador con el tráfico de información por el que fue imputado Abad.
Finalmente, en junio de 2016, el Senado citó a Abad a dar explicaciones por el borrado de deudas y desaparición de expedientes que involucraban a empresas cercanas a ministros del gobierno. El periodista Alejandro Bercovich reveló que siendo director de la AFIP, Alberto Abad, ordenó blindar el Volkswagen Vento vía contratación directa a Dietrich S.A., empresa propiedad del ministro de transporte Guillermo Dietrich, incumpliendo el artículo 54 de la disposición 297/03 del organismo recaudador, que impide a familiares de funcionarios proveerles servicios o venderles bienes. También se reveló que la AFIP al mando de Abad realizó una millonaria contratación del estudio del diputado radical Ricardo Gil Lavedra.
En 2017 se conoció que el organismo levantó el embargo de bienes que tenía el ministro de Energía Aranguren. El ministro de energía había sido embargado por la justicia por adeudar $ 200.000 de impuesto a los bienes personales. El doce de agosto la Justicia ordenaba a Aranguren que, en un plazo menor a cinco días, presente anteposiciones a la demanda para evitar la ejecución de bienes. Días después la AFIP dispuso desistir del juicio y levantar el embargo, sin que existiera ninguna presentación de Aranguren" Según la denuncia judicial del diputado del FPV Rodolfo Tailhade tras el pedido del jefe de Estado, el organismo condonó la deuda a Aranguren.
En septiembre de 2017, desplazó a Jorge Enrique Linskens, subdirector de Sistemas y Telecomunicaciones de la AFIP, luego de que se filtrara a la prensa que familiares, amigos y allegados del presidente Mauricio Macri blanquearon fondos de forma ilegal por 132 millones de dólares, que incluían al hermano del presidente, Gianfranco Macri; el mejor amigo del mandatario, Nicolás Caputo; el empresario Marcelo Mindlin, el primo del jefe de Gabinete, Peña Braun, y un cuñado del secretario Legal y Técnico de la Presidencia, Pablo Clusellas Zorraquín. El escándalo terminó en una denuncia penal realizada por la AFIP para conocer quién filtró los datos del blanqueo que fueron publicados en el diario porteño Página 12.
En 2018 fue denunciado por encubrir al sindicalista preso Marcelo Balcedo junto a altos funcionarios de la AFIP para protegerlo mediante una maniobra liderada por altos funcionarios para cerrar fiscalizaciones y frenar investigaciones administrativas en torno al líder sindical que fue detenido en Uruguay por lavado de dinero. Según la denuncia se desplegó toda una ingeniería jurídica y contable desde la AFIP para cerrar fiscalizaciones a este grupo de empresas, dando órdenes ilegales a funcionarios de línea para bajar las fiscalizaciones y facilitar las maniobras de lavado, como permitir a Myriam Chávez, madre de Balcedo, que blanqueara dinero para justificar la compra de la lujosa propiedad de Bariloche. Según un informe confeccionado por la Dirección Regional La Plata, la AFIP había detectado el retiro de 57 millones de pesos de las cuentas del SOEME, cuyo destino no había sido justificado. Esto implicaba una obligación fiscal por parte del gremio de pagar a la AFIP 17 millones de pesos en concepto de “salidas no documentadas”. Sin embargo, por las reuniones existentes entre Mecikovsky, Sosa, Balcedo y sus abogados, lograron que se les condonara este ajuste a la familia Balcedo de las cuales Abad tenía conocimiento.
Tras el escándalo por la filtración del blanqueo de dinero multimillonario de familiares y amigos de Mauricio Macri, lo culparon en Cambiemos provocando su salida de la AFIP. En 2018 sería denunciado en una nueva causa judicial por maniobras persecutorias que tendrían como intención silenciar a medios opositores a través de su quebranto económico, resultando en una imputación hecha por Marijuán y en la que pidió investigar al presidente Mauricio Macri, al extitular de AFIP Alberto Abad, Nicolás Caputo, Mario Quintana, José Torello y Javier Iguacel,En 2020 se presentó una denuncia penal para que se investigue la  protección de las autoridades de la Administración Federal de Ingresos Públicos (AFIP) durante el macrismo entre ellos Cuccioli a cientos de evasores locales cuyos datos sobre cuentas en el exterior remitió hace casi tres años la Organización para la Cooperación y el Desarrollo Económicos (OCDE) y fueron escondidos por la AFIP macrista ya que está información contenía documentos sobre emrpesarios allegados al gobierno involucrados en lavado de dinero.